# Kids-for-Cash-Skandal
Der „Kids for cash“-Skandal ("Kinder gegen Bargeld") ist ein Korruptionsfall in den USA, der im Jahr 2008 aufgedeckt wurde. Mitglieder des  Gerichts von Luzerne County  in Wilkes-Barre, US-Staat Pennsylvania, hatten von Betreibern gewinnorientierter privater Gefängnisse für die fälschliche Einweisung von Kindern und Jugendlichen Schmiergelder in Millionenhöhe entgegengenommen. Die Opfer waren ohne Beistand eines Rechtsvertreters in Schnellverfahren verurteilt worden. Die illegalen Machenschaften der hauptsächlich verantwortlichen Richter, Gerichtspräsident Mark Ciavarella und Michael Conahan, die unter dem Deckmantel einer "Nulltoleranz-Politik" handelten, hatten zu mindestens 4000 unrechtmäßig verhängten Jugendstrafen gegen mehr als 2.300 Kinder geführt. Der 17-jährige Edward Kenzakoski, der wegen des geringfügigen Besitzes von Drogenutensilien während mehreren Monaten in privaten Gefängnissen gefangen gehalten und zum Aufenthalt in einem umstrittenen "Wildniscamp" verurteilt worden war, nahm sich aufgrund der erlittenen Behandlung das Leben. Von willkürlich verhängten, drakonischen Strafen waren auch Kinder, wie die vierzehnjährige Hillary Transue, betroffen, eine unauffällige Musterschülerin, die auf Myspace eine ausdrücklich markierte parodistische Seite über den Prorektor ihrer Schule erstellt hatte. Justin Bodnar, 12, einem weiteren Opfer, war zur Last gelegt worden, dass er der Mutter eines Schulkollegen gegenüber Schimpfwörter benutzt habe. Um ihre betrügerischen Interessen durchzusetzen, wählten die beiden Richter ein besonders skrupelloses Verfahren, indem sie die betroffenen Kinder von ihren Familien und teils jeglichem rechtlichen Beistand isolierten: "Ciavarella ordnete die Inhaftierung von Kindern ab dem 8. Altersjahr an, die als "Ersttäter" wegen Bagatelldiebstahls oder anderer kleinerer Vergehen verurteilt wurden. Oft ordnete der Richter an, dass Jugendliche, die er für straffällig befunden hatte, auf der Stelle gefesselt und in Handschellen abgeführt wurden, ohne dass sie auch nur die Möglichkeit hatten, sich von ihren Familien zu verabschieden."

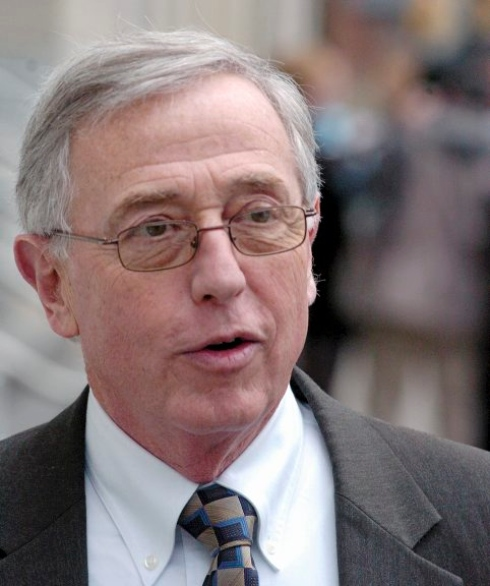
Richter Mark Ciaravella (2016)

Angeklagt waren der Gerichtspräsident Mark Ciavarella und der Richter Michael Conahan, von einem privaten Betreiber eines Gefängnisses Zahlungen entgegengenommen zu haben. Als Gegenleistung hatten die Richter willkürliche Freiheitsstrafen über Kinder und Jugendliche verhängt, die dann in den privaten Gefängnissen verbüßt werden mussten. Ciavarella und Conahan bekannten sich am 13. Februar 2009 schuldig, 2,6 Millionen US-Dollar von den Managern der Pennsylvania Child Care in Pittston Township und der Tochtergesellschaft Western Pennsylvania Child Care in Butler County erhalten zu haben. Dieses Eingeständnis wurde im Rahmen eines plea agreement abgegeben, um eine Strafmilderung zu erreichen.
Das Urteil über das einvernehmliche Geständnis (plea agreement) wurde von einem Bundesgericht wieder aufgehoben, da es nachteilige Folgen für die verurteilten Jugendlichen haben konnte. Weiterhin wurden die Richter dazu verurteilt, die Regelung über das einvernehmliche Geständnis zurückzuziehen, so dass eine Untersuchung des Falls ermöglicht werden konnte.
Am 9. September 2008 erhob ein oberes Bundesgericht in Harrisburg in Pennsylvania eine Anklage in 48 Punkten gegen Ciavarella und Conahan, darunter die Beschuldigungen des organisierten Verbrechens, des Betrugs, der Geldwäsche, der Erpressung, der Bestechung und der Verstöße gegen die Zahlung von Bundessteuern. Der oberste Gerichtshof in Pennsylvania ordnete weiterhin eine Untersuchung über die Urteile der beiden Richter an, und als Folge wurden mehrere hundert Schulderklärungen von Jugendlichen aus dem Luzerne County verworfen. Das Juvenile Law Center setzte eine Sammelklage für einen Prozess gegen die Richter und die zahlreichen anderen Prozessparteien auf, und die parlamentarische Vertretung von Pennsylvania setzte eine Kommission ein, die die weitreichenden Probleme des Jugendgerichtswesens in dem County untersuchen sollte.

## Erste Untersuchungen
Erste Untersuchungen über Fehlurteile im Luzerne County begannen im Jahr 2007, als das in Philadelphia ansässige „Juvenile Law Center“ von Jugendlichen um Beistand gebeten wurde. Anwälte des Center stellten fest, dass in mehreren hundert Fällen Prozesse ohne eine geeignete Verteidigung verhandelt wurden. Im April 2008 stellte das Juvenile Law Center einen Antrag an das Oberste Gericht von Pennsylvania, da die Bürgerrechte der betroffenen Jugendlichen in diesen Verfahren verletzt worden seien. Dieser Antrag wurde zuerst abgelehnt. Als aber im Januar 2009 die Vorwürfe der Korruption gegen die Richter wieder aufkamen, wurde die Umsetzung der Petition wieder in Betracht gezogen.
Das Federal Bureau of Investigation (FBI) und die Internal Revenue Service stellten im Rahmen von Untersuchungen im Luzerne County auch Untersuchungen über die beiden Richter Mark Ciavarella und Michael Conahan an. Die genauen Zeitpunkte und der Umfang der Untersuchungen dieser beiden Bundesbehörden wurden nicht veröffentlicht.
Später wurde bekannt, dass ein Teil der Untersuchungen bei disziplinarischen Anhörungen über das Verhalten einer früheren Richterin, Anne H. Lokuta, stattfand.
Im November 2006 wurde Lokuta vor das Judicial Conduct Board of Pennsylvania geladen; sie wurde beschuldigt, Gerichtsbedienstete für nichtdienstliche Angelegenheiten ausgenutzt zu haben, offen Voreingenommenheit gegen einige Anwälte zu zeigen und Bediensteten durch öffentliches Beschimpfen psychisches Leid zugefügt zu haben.
Das Gremium entschied im November 2009 gegen Lokuta, und sie wurde entlassen. Während der Anhörungen beschuldigte Lokuta den Richter Michael Conahan, sie schikaniert zu haben, und warf ihm vor, an einer Verschwörung zu ihrer Entlassung beteiligt zu sein.
Lokuta unterstützte das FBI bei den Untersuchungen bezüglich der „kids for cash“-Machenschaften vor dem Beschluss des Disziplinarausschusses. Im März 2009 erließ der Oberste Gerichtshof im Zuge der laufenden Korruptionsuntersuchungen die Anordnung, Lokutas Entlassung und die für Mai 2009 geplante Wahl ihres Nachfolgers aufzuschieben.

## Anklagen und Geständnisse
Im Jahr 2009 klagte der US-Staatsanwalt Mark Ciavarella und den damaligen vorsitzenden Richter Conahan an, als Gegenleistung für eine Absprache zwischen dem Gericht und privaten gewinnorientierten Gefängnissen 2,8 Millionen Dollar erhalten zu haben. Sie wurden beschuldigt, ihre Amtsmacht missbraucht zu haben, um die Schließung der Strafvollzugs-Einrichtungen ihres Bezirks zu bewirken. Danach behaupteten sie, der Landkreis habe keine andere Wahl, als die inhaftierten Jugendlichen in die neu errichteten privaten Haftanstalten, von denen sie die Schmiergelder erhalten hatten, zu schicken.

### Bekanntmachung der Klagen im Hauptverfahren
Eine Bekanntmachung vom 26. Januar 2009 des Büros des US-Staatsanwalts für den mittleren Distrikt von Pennsylvania zeigte den Umfang der Anklagen gegen die beiden Richter. Die Anklagen führten Untersuchungsergebnisse über die Handlungen beider Richter zwischen den Jahren 2000 bis 2007 an, wie sie den Aufbau und die Belegung der privaten Einrichtungen für Jugendliche unterstützten, die von den beiden Pennsylvania Child Care-Gesellschaften unterhalten wurden, um als offizielle Anstalten eines privaten Gefängnisses zu dienen, wobei die Richter diese gegenüber den Einrichtungen des Luzerne County bevorzugten.
Die Maßnahmen, die die beiden Richter benutzen, um die Geldeinnahmen zu verschleiern, liefen über mehrere Personen und Transaktionen, die anscheinend zur Vermeidung von Steuerzahlungen dienen sollten. Ciavarella und Conahan wurden auch angeklagt, Jugendliche in die privaten Einrichtungen eingewiesen zu haben, selbst wenn der Beamte für die Jugendbewährung keine Haft empfahl.

### Einigung über Geständnisse
Die Übereinkunft des Geständnisses sah vor, dass beide Richter zu sieben Jahren Haft, zu einer Geldbuße, zur Wiedererstattung und zur Übernahme der Verantwortung für die Verbrechen verurteilt wurden.
Der Richter Edwin M. Kosik am US-Gerichtshof des mittleren Distrikts von Pennsylvania in Scranton widersprach jedoch am 30. Juli 2009 dem einvernehmlichen Geständnis, weil es nicht die Bedingungen erfüllte, die solch eine Regelung vorsah.
Die Anwälte der beiden Richter brachten ein Gesuch vor, nochmals eine Überprüfung des Widerspruchs gegen das einvernehmliche Geständnis vorzunehmen.

### Strafverfahren vor dem großen Gerichtshof in Harrisburg
Das Gesuch wurde am 24. August 2009 abgelehnt, worauf Ciavarella und Conahan ihr Schuldgeständnis widerriefen, was zu einem Strafgerichtsverfahren und zu weiteren Anklagen führen konnte.
Am 9. September 2009 erhob der große Gerichtshof in Harrisburg, Pennsylvania, Anklage in 48 Punkten gegen Ciavarella und Conahan, unter anderem wegen organisierter Kriminalität, Betrug, Geldwäsche, Erpressung, Bestechung und Verstößen gegen das Steuerrecht des Bundes. Für beide Richter wurde der 15. September 2009 als Termin für die Anklageerhebung vor Gericht festgesetzt.
Ciavarella und Conahan plädierten auf „nicht schuldig“ bezüglich der 48 Anklagepunkte. Da sie eine Kaution von einer Million Dollar zahlten, wurden sie nicht in Haft genommen.
Am 18. Februar 2011 erklärte ein Geschworenengericht Mark Ciavarella in 12 von 39 Anklagepunkten für schuldig. Er wurde am 11. August 2011 zu 28 Jahren Haft in einem Bundesgefängnis verurteilt. Er verbüßt seine Strafe derzeit im Federal Correctional Institution, Pekin, einem Bundesgefängnis mit mittleren Sicherheitsstandards. Er kann frühestens nach 24 Jahren Haft, also im Jahr 2035, entlassen werden. Er würde dann 85 Jahre alt sein.
Am 23. September 2011 wurde Michael Conahan aufgrund eines Schuldbekenntnisses zu 17½ Jahren Haft in einem Bundesgefängnis verurteilt. Er sitzt im Federal Correctional Complex, Coleman, in Florida ein und kann frühestens im Jahr 2026 mit einer vorzeitigen Entlassung rechnen.
Der Oberste Gerichtshof von Pennsylvania hob zudem 4.000 Jugendstrafen auf und verurteilte beiden verurteilten Richter zur Zahlung von über 200 Millionen Dollar an die Opfer. Anwälte zweifeln jedoch, ob diese je eine Entschädigung erhalten werden: 'Ich glaube nicht, dass Richter Conahan oder Richter Ciavarella noch Geld haben. Und wir werden hoffentlich irgendwann in der Zukunft ihre Aussagen aufnehmen, um herauszufinden, welche Vermögenswerte sie haben, und wenn sie welche haben, werden wir versuchen, sie zu beschlagnahmen und sie anteilig an die Kinder weiterzugeben', sagte Anwalt Sol Weiss."

### Verfahren gegen andere Beteiligte
Der Anwalt Robert Powell, der Mitbesitzer der beiden privaten Jugendanstalten war, plädierte am 1. Juli 2009 auf schuldig zum Punkt der Unterlassung einer Anzeige eines Kapitalverbrechens (misprision of felony) und der Beihilfe zur Steuerhinterziehung im Zusammenhang einer Zahlung von 770.000 US-Dollar an Ciavarella und Conahan als Gegenleistung für die Einweisung verurteilter Täter in seinen privaten Einrichtungen.
Am 1. September 2009 hob der Oberste Gerichtshof von Pennsylvania die Anwaltszulassung von Powell aufgrund seines Schuldgeständnisses vorübergehend auf.
Der bekannte Immobilienunternehmer Robert Mericle, der die beiden privaten Jugendhaftanstalten baute, bekannte sich am 3. September 2009 schuldig, eine Unterlassung einer Anzeige eines Verbrechens gegenüber dem Gerichtshof begangen zu haben, da er 2,1 Millionen US-Dollar an Ciavarella und Conahan gezahlt hatte. Als Teil seines Geständnisses erklärte er sich bereit, 2,15 Millionen US-Dollar für das Programm der örtlichen Gesundheitsfürsorge und Wohlfahrt für Kinder zu bezahlen. Mericle könnte bis zu drei Jahren Haft verurteilt werden und eine maximale Geldbuße von 250.000 US-Dollar erhalten. Es besteht aber auch die Möglichkeit von einem Jahr Haft auf Bewährung wegen seines einvernehmlichen Geständnisses.
Sandra Brulo, die ehemalige stellvertretende Direktorin des Forensischen Dienstes im Luzerne County des Büros für Bewährung Jugendlicher erklärte sich im März 2009 für schuldig, die Justiz behindert zu haben. Als sie erkannte, dass sie in einem Zivilgerichtsverfahren des Bundes einbezogen wurde, konstruierte sie eine Empfehlung für einen Jugendlichen, der vor dem Jugendgericht von Luzerne County im September 2007 erschien. Dabei datierte sie die konstruierte Empfehlung zurück und änderte die offizielle Empfehlung auf Haftvollstreckung in eine Bewährungsstrafe.

## Prozesse der Skandalopfer
Auf Grundlage der aus dem Jahr 1722 stammenden Rechtsregel King's Bench jurisdiction, die nur für außergewöhnliche Fälle vorgesehen ist, ernannte der Oberste Gerichtshof von Pennsylvania am 11. Februar 2009 einen Sonderbeauftragten (special master), um alle Urteile von Ciavarella zu überprüfen, die Jugendliche betrafen.
Der Richter Arthur Grim vom Gerichtshof von Berks County für gewöhnliche Verhandlungen (common pleas) wurde als Sonderbeauftragter ernannt, der seine Untersuchungen in einem vorläufigen Bericht vom 11. März 2009 vorlegte.
Am 26. März 2009 erkannte der Oberste Gerichtshof von Pennsylvania die Empfehlungen von Arthur Grim an und entschied, dass Ciavarella die verfassungsmäßigen Rechte von Tausenden von Jugendlichen verletzt hatte. Weiterhin hob das Gericht hunderte von Schuldgeständnissen Jugendlicher auf.
Ein Prozess für eine Sammelklage (class action) wurde durch das Juvenile Law Center im Namen der Jugendlichen vorbereitet, die von Ciavarella verurteilt wurden und nicht durch einen Anwalt vertreten oder in ihren Rechten beraten wurden. Betreffend Ciavarella und Conahan wurde in dem Prozess untersucht, welche Verstöße gegen die zivilen Rechtsanteile des Antimafiagesetzes RICO (Racketeer Influenced and Corrupt Organizations Act) bei den Gattinnen der Richter und den Geschäftspartnern, den Mantelgesellschaften, den Gefängniswärtern und dem Luzerne County vorlagen.
Drei weitere Prozesse im Namen der Opfer wurden in einer Sammelklage von den Juvenile Law Center zu einem Prozess zusammengelegt. Eine ergänzende Hauptklage wurde am 29. August 2009 aufgesetzt.

## Kommission über das Jugendrecht
Im Zuge der Nachwirkungen der Anklagen und der Vorbringungen der Beklagten, beschloss die Generalversammlung von Pennsylvania (Pennsylvania General Assembly), eine Kommission einzusetzen, die die Umstände der Rechtsprechung im Luzerne County betrafen. Durch die House Bill 1648 wurde im Juli 2008 eine mit Mittel der Subpoena ausgestattete Kommission zum Jugendrecht eingesetzt.
Die Kommission setzte sich aus elf Mitgliedern zusammen, die aus jedem Bereich der Staatsorgane Pennsylvanias stammten: vier Mitglieder kamen aus der Rechtsprechung, vier aus dem Parlament und drei wurden vom Gouverneur bestimmt.
Der Plan für die Kommission sah mindestens eine Sitzung im Monat vor. Dabei sollten die Handlungen und Verstöße der beiden Richter untersucht werden und ein Überblick der Situation der Gerichte des Luzerne County im Zuge ihrer Amtszeit gegeben werden.
Sie wurde aufgefordert, die Untersuchungen, die Empfehlungen und die Ergebnisse den drei Bereichen der Regierung zum 31. Mai 2010 zu übergeben.
Bei der Unterzeichnung von Gesetzen am 7. August 2009 äußerte der Gouverneur Ed Rendell harte Kritik an Ciavarella und Conahan, die die Rechte von mehr als 6000 jungen Leuten verletzt hatten, wobei ihnen die grundlegenden Rechte auf einen Verteidiger verwehrt und übermäßig überhöhte Urteile ausgesprochen wurden. Das Leben dieser jungen Leute und ihrer Familien sei damit für immer gezeichnet worden.

## Aufhebung der Urteile aus den Jahren 2003 bis 2008
Der Oberste Gerichtshof von Pennsylvania hat die Urteile des Richters Ciavarella über Jugendliche aus den Jahren 2003 bis 2008 Ende Oktober 2009 aufgehoben. Insgesamt kassierte der Gerichtshof 6500 Urteile. Etwa 100 Fälle wurden neu verhandelt.

## Umstrittene Begnadigung
Der einflussreiche Richter Michael Conahan wurde während der Corona-Pandemie unter Präsident Donald Trump vorzeitig aus der Haft entlassen und seither unter Hausarrest gestellt. 2024 kam er aufgrund eines umstrittenen Entscheids im Rahmen der von Präsident Joe Biden ausgesprochenen Begnadigung von 1500 verurteilten Kriminellen frei.

## Dokumentarfilm
Der Kids-for-Cash-Skandal wurde unter anderem in der 2013 erschienenen Dokumentation Kids for Cash des Filmemachers Robert May aufgearbeitet. Der Film erhielt überwiegend positive Kritiken.